# Hugo Buffard
Hugo Buffard (* 12. Juli 1994 in Saint-Claude (Jura)) ist ein ehemaliger französischer Skilangläufer und  Nordischer Kombinierer.

## Werdegang
Erste Starts im Alpencup der Nordischen Kombination absolvierte Hugo Buffard im Jahr 2010. Sein Debüt im Continental Cup erfolgte am 9. Februar 2013 in Chaux-Neuve. In diesem geht er bis heute an den Start. Seinen bislang einzigen Sieg im Continental Cup erzielte er am 8. Januar 2017 im norwegischen Høydalsmo im Gundersen-Wettkampf von der Normalschanze.
Am 4. Januar 2014 debütierte er im russischen Tschaikowski mit einem 13. Rang im Weltcup der Nordischen Kombination. Bestes Resultat bislang war ein neunter Platz, den er einen Tag später ebenda erreichen konnte. Buffard fuhr mit der französischen Mannschaft zu den Olympischen Winterspielen 2014 in Sotschi, kam dort jedoch nicht zum Einsatz. Bei den Nordischen Skiweltmeisterschaften 2017 in Lahti trat er im Einzelwettbewerb von der Normalschanze an und belegte den 35. Platz.
Buffard nahm mehrfach an Nordischen Junioren-Skiweltmeisterschaften teil, der Gewinn einer Medaille blieb ihm jedoch versagt. Bei den Junioren-Skiweltmeisterschaften 2014 im Val di Fiemme wurde er im Gundersen-Wettbewerb von der Normalschanze mit einer anschließenden Langlaufdistanz über zehn Kilometer Vierter, was sein bestes Ergebnis darstellt.
Zum Winter 2018/19 wechselte Buffard zum Skilanglauf, wo er 2018/19 und 2019/20 im zweitklassigen Alpencup antrat.

## Erfolge

### Nordische Skiweltmeisterschaften
- Lahti 2017: 35. Gundersen (HS 100/10 km)

### Nordische Junioren-Skiweltmeisterschaften
- Otepää 2011: 35. Gundersen (HS 100/5 km), 47. Gundersen (HS 100/10 km)
- Erzurum 2012: 10. Team (HS 109/4 × 5 km), 11. Gundersen (HS 109/10 km), 20. Gundersen (HS 109/5 km)
- Liberec 2013: 7. Team (HS 100/4 × 5 km), 14. Gundersen (HS 100/10 km), 36. Gundersen (HS 100/5 km)
- Val di Fiemme 2014: 4. Gundersen (HS 106/10 km), 5. Team (HS 106/4 × 5 km), 9. Gundersen (HS 106/5 km)

### Continental-Cup-Siege im Einzel
| Nr. | Datum          | Ort       | Disziplin |
| --- | -------------- | --------- | --------- |
| 1.  | 8. Januar 2017 | Høydalsmo | Gundersen |

## Statistik

### Weltcup-Platzierungen
| Saison  | Platz | Punkte |
| ------- | ----- | ------ |
| 2013/14 | 42.   | 049    |
| 2016/17 | 62.   | 008    |

### Continental-Cup-Platzierungen
| Saison  | Platz | Punkte |
| ------- | ----- | ------ |
| 2012/13 | 59.   | 045    |
| 2013/14 | 21.   | 136    |
| 2014/15 | 25.   | 127    |
| 2015/16 | 53.   | 068    |
| 2016/17 | 14.   | 297    |
| 2017/18 | 08.   | 427    |

### Grand-Prix-Platzierungen
| Saison | Platz | Punkte |
| ------ | ----- | ------ |
| 2015   | 39.   | 006    |